# Carol Peletier
Carol Peletier (conhecida apenas como Carol nos quadrinhos) é uma personagem fictícia da série em quadrinhos em preto e branco The Walking Dead, onde é interpretada por Melissa McBride na série de televisão de mesmo nome e na série derivada Fear the Walking Dead, numa participação especial. Carol foi criada pelo escritor americano Robert Kirkman e pelo artista Tony Moore, e fez sua estreia nos quadrinhos na edição #3 em 2003.
A direção e personalidade da personagem é contrastada entre as duas mídias. Na série de quadrinhos, Carol é uma mulher de vinte e quatro anos, mãe de Sophia, exibindo um comportamento neurótico, sarcástico e ingênuo. Ao longo de seu tempo nos quadrinhos, ela cresce cada vez mais instável, na medida de autodestruição. A série de televisão é diferente a esse respeito, mostrando uma personagem inicialmente tímida e amorosa, que gradualmente adquire uma força interior. Ela se mostra muito mais capaz e emocionalmente estável do que sua versão nos quadrinhos. Além disso, a violência doméstica que ela enfrentou por seu marido foi explicitamente mostrado na série de televisão, enquanto nas histórias em quadrinhos foi apenas mencionado por um breve momento.
O desempenho de McBride como Carol recebeu aclamação da crítica de comentaristas de televisão, e alguns críticos se referiram a Carol como o melhor personagem da série. Em 9 de setembro de 2020, foi anunciado que Melissa McBride e Norman Reedus estrearão sua própria série spin-off após a 11ª e última temporada de The Walking Dead, marcada para começar em 2023.

## Biografia

### Quadrinhos
Carol é descrita como sendo uma dona de casa, que de vez em quando ajuda no sustento da família com a venda de aparelhos de cozinha online. Ela sofreu um casamento bastante insatisfatório, e fica implícito que ela só se casou com seu marido por causa de sua necessidade freqüente de atenção e conforto. Durante as fases iniciais do surto, seu marido se suicida depois de perder os pais para os zumbis, deixando ela e sua filha, Sophia, para se defenderem sozinhas. Carol tenta fugir com Sophia para a casa de uma irmã em Atlanta, quando eles se encontram e, eventualmente, juntam-se ao acampamento de sobreviventes liderado por Shane Walsh, na periferia da cidade.
Uma vez no acampamento, ela comumente auxilia as outras mães nas tarefas domésticas, como lavar roupas e cuidar das crianças. Ela e Lori Grimes rapidamente tornam-se melhores amigas, e as duas frequentemente conversam sobre os acontecimentos atuais em torno deles. Carol é, muitas vezes, a confidente de Lori, vista como uma pessoa em quem ela pode desabafar sobre suas várias frustrações, entre as quais, seu casamento instável com Rick Grimes. Depois que o grupo deixa o seu primeiro acampamento, eles encontram um homem chamado Tyreese, que logo desperta o interesse de Carol. Eventualmente, os dois se tornam romanticamente ligados um ao outro. Ela e Tyreese ficam próximos durante toda a sua estadia na fazenda de Hershel Greene e, posteriormente, a chegada do grupo à prisão abandonada. A tensão se inicia entre eles, no entanto, quando Michonne é introduzida e Carol começa a notar, para sua consternação, as características físicas e personalidade semelhantes entre ela e Tyreese. Mais tarde, ela presencia Michonne realizando sexo oral em Tyreese dentro do ginásio da prisão. Ele, inicialmente, a leva a tentar competir por seu amor, mas ela, em última instância, rompe o relacionamento e tenta evitar novos confrontos.
Logo após o acontecimento, sua saúde mental entra em questão e, depois de noites de choro (como testemunhado por Carl Grimes), resulta em uma tentativa de cometer suicídio. Logo após o corte a si mesma, Carol fica desesperada por companhia e propõe ter um relacionamento amoroso a três, com Rick e Lori, mas estes dois não aceitam a proposta. Seu comportamento cada vez mais instável passa a irritar Lori e Rick, e ela se torna inconsciente de si mesma. Como planeja cometer suicídio, ela obriga Lori a prometer cuidar de Sophia e, quase ao mesmo tempo, passa a manter relações sexuais com o filho mais novo de Hershel, Billy. Depois de caminhar pelo pátio da prisão, conversando com um zumbi, ela permite seu ataque e sua consequente mordida. Carol se recusa a receber qualquer ajuda dos outros sobreviventes, dizendo que eles deveriam deixá-la morrer em paz. Durante seu processo de reanimação, ela é morta por Andrea, antes que ela possa morder Tyreese, entristecido por sua morte.
A morte de Carol deixa uma marca significativa no grupo nos dias que antecederam o assalto final sobre a prisão. Muitos criticam sua maneira de morte e estão revoltados com o fato de que ela abandonou sua filha. Sophia é deixada em um catatônico estado quando a notícia chega a ela e, desde então, tentou reprimir todas as memórias de Carol fingindo que Maggie Greene e Glenn Rhee são seus pais biológicos. Maggie sente-se aliviada quando Sophia começa a falar abertamente sobre como reconhecer a existência anterior de Carol.

### Série de televisão

Carol Peletier como retratada na série de TV por Melissa McBride.

Antes do início do apocalipse, Carol era uma dona de casa vítima de intensa violência doméstica, vinda de seu marido, Ed Peletier. Ela frequentemente evitava confronto com Ed, na tentativa de abafar a sua ira, embora ela secretamente orou a Deus pedindo que ele fosse punido por abusar dela e ter tentações sexuais em direção a sua filha, Sophia.

#### Primeira temporada
A família Peletier encontrou-se com Shane, Lori e Carl, quando ainda estavam na estrada, viajando rumo à Atlanta, onde eles acreditavam existir uma "zona segura". Todos eles acabaram por se juntar a outras pessoas, e montaram um acampamento perto das pedreiras, nos arredores da cidade. Dentro do acampamento, Carol exercia regularmente tarefas domésticas, como lavar e passar roupas para a sua família e seus colegas sobreviventes (geralmente com a ajuda de outras mulheres no grupo), além de também dedicar-se a cuidar das crianças, principalmente de Sophia e Carl. Com a personalidade abusiva de Ed sendo exposta para o resto do grupo, Shane furiosamente espanca-o, levando Carol a começar, lentamente, a levantar sua auto-estima. Depois que o acampamento é atacado por uma manada de zumbis, muitos sobreviventes morrem, inclusive Ed. Ao deparar-se com o marido morto, Carol destrói seu corpo, na intenção de evitar que ele reanime como um zumbi e descontando a raiva interior que sentia por ele, por seus anos de comportamento abusivo.

#### Segunda temporada
Poucos dias depois, Sophia acaba perdendo-se na floresta, após ser perseguida por um zumbi. Carol se culpa pelo que aconteceu com Sophia, mas também lança a culpa sobre Rick. Todo o grupo passa a dedicar-se a procura da menina, o que resulta no tiro acidental que atinge Carl (disparado por Otis) e na ida destes para a fazenda de Hershel. A busca por Sophia não é cancelada, mas a esperança do grupo em encontrar a menina começa a diminuir. Carol se recusa a desistir e insiste que o grupo continue procurando, mesmo com a campanha negativa promovida por Shane. Eventualmente, ela parece estar desligada emocionalmente, recusando-se a receber o consolo de qualquer dos membros do grupo. Entretanto, Daryl dá-lhe uma flor e pede que ela mantenha a esperança e força. Durante a vivência na fazenda, Carol torna-se bem ajustada. Como sinal de gratidão para com Hershel e seus familiares, ela e Lori realizam um jantar especial para eles. Durante o jantar, Carol entrega uma placa para Daryl e beija-o no rosto, reconhecendo o quanto ele fez por ela e por sua filha. Os dois começam a formar um vínculo mais profundo a partir de então, sendo que ambos começam a se preocupar com o bem-estar um do outro. Quando se descobre que Sophia tornou-se zumbi e estava vivendo no celeiro da fazenda, ela fica profundamente abalada, recusando-se a comparecer no funeral da filha. Ao longo deste momento, a sua mansidão tem diminuído consideravelmente e a sua auto-confiança crescido enormemente. Todo o grupo é obrigado a deixar a fazenda depois que uma multidão de zumbis surge e invade o local. A princípio, Carol é deixada para trás, já que Lori e Beth Greene, com quem ela estava, fogem num carro com T-Dog, e Andrea acaba desaparecendo. Sozinha, ela foge dos zumbis aos prantos, quase cedendo aos ataques, mas é resgatada por Daryl. A partir de então, a ligeira culpa que ela lançou sobre Rick após o desaparecimento de Sophia se reacende, e ela começa a questionar a sua liderança.

#### Terceira temporada
Cerca de oito meses após a saída da fazenda, Carol volta a ter a sua confiança e amizade com Rick. Mais estável, ela ajuda o grupo a invadir uma prisão abandonada em busca de um abrigo seguro, além de aprender a lidar com armas, e torna-se uma boa atiradora. Devido aos aprendizados médicos que recebeu de Hershel ainda na fazenda, Carol passa a cuidar dele e consegue evitar a sua morte, depois que Hershel é atacado por um zumbi e tem a sua perna amputada por Rick, entrando em inconsciência. A amizade entre ela e Daryl se mantém firme, assim como a sua amizade com Lori, de quem continua sendo confidente, já que Rick ainda não reagiu bem à gravidez de sua esposa. Devido a inabilidade de Hershel, Carol passa a se preparar para realizar o parto de Lori, acreditando que até lá Hershel não estará recuperado. Quando um grupo de zumbis consegue adentrar na prisão (provocados por Andrew), Carol e T-Dog reagem furiosamente, mas são forçados a fugir para o interior do prédio após T-Dog ser mordido. O fato resulta na morte de T-Dog, que se sacrifica para salvá-la (já estando mordido) e deixa o destino de Carol desconhecido, quando ela desaparece nos corredores da prisão. O grupo passa a acreditar que ela, assim como T-Dog, também morreu, após encontrarem um lenço que ela usava na cabeça e usá-lo como evidência. No mesmo instante, em outro espaço da prisão, nasce o bebê de Lori, o que culmina na morte da mãe. O nome de Carol chega a ser sugerido por Carl para dar-lhe ao bebê, como uma forma de homenagear as mulheres do grupo já falecidas. Dias depois, Carol é encontrada por Daryl isolada numa sala, estando desnutrida e fraca, mas ainda viva. Ela reencontra-se com o grupo e lamenta profundamente a morte de Lori.
A partir de então, Carol passa a ajudar ativamente na proteção da prisão, dividindo também seus momentos com os cuidados da recém-nascida Judith. Ela faz amizade com Axel, um dos detentos encontrados na prisão, e usa seu corpo como escudo, após sua morte, para escapar de um tiroteio iniciado pelo Governador. Posteriormente, ela reencontra-se com Andrea e a aconselha a dormir com o Governador e matá-lo durante o ato, naquele que seria o último encontro entre as duas. Carol passa a exibir os primeiros sinais de uma futura personalidade pragmática, visto após ela ser afrontada por Merle, que revela que ela não é mais "uma ratazana que se esconde com medo de tudo". Quando ocorre o confronto entre a prisão e o exército de Woodbury, Carol é vista lutando ao lado de seu grupo, que tem sucesso na emboscada.

#### Quarta temporada
Cerca de sete meses depois, Carol se torna uma das líderes do grupo, fazendo parte do Conselho da prisão, juntamente com Hershel, Glenn e Sasha. Ela desempenha várias funções na comunidade, desde vigiar as principais entradas do prédio até desempenhar papel de professora, o que ela usa para ensinar as crianças lições de auto-defesa, em segredo. Carol torna-se mãe adotiva de Lizzie e Mika, quando o pai das duas meninas, Ryan Samuels, morre. No meio de uma epidemia de gripe atingindo a prisão, muitos sobreviventes são infectados e sucubem à doença. Karen e David, dois membros sobreviventes da prisão, são misteriosamente assassinados. Carol confessa ser a autora dos assassinatos, deixando Rick surpreso por acreditar que essa atitude é contraditória com seu perfil e mentalidade. Rick decide então expulsar Carol da prisão, e ela parte sozinha e sem despedidas, deixando novamente seu destino desconhecido. Dias depois, quando a prisão é invadida e destruída pelo Governador - em seu terceiro e último ataque - Hershel é morto e todos os que sobrevivem fogem para a floresta, em pequenos grupos. Tyreese, que está acompanhado pela bebê Judith e as irmãs Lizzie e Mika, reencontra Carol na floresta e os cinco partem juntos para Terminus, um local supostamente seguro.
Ao longo dos dias na estrada, Carol percebe que Lizzie está com a mente perturbada, já que a garota que os zumbis são seus amigos e que não deveriam morrer. A instabilidade de Lizzie fica explícita quando Carol pega a garota brincando com um zumbi feminino, chamada por ela de Griselda. Quando Carol e Tyresse voltam para a casa onde estão, após uma coleta de suprimentos, se deparam com Mika assassinada e Lizzie perturbada, confessando ter matado a irmã e preparando-se para matar Judith. Carol e Tyreese não sabem como lidar com Lizzie, e ela diz acreditar que a menina não pode conviver com outros humanos. Assim sendo, os dois decidem que Lizzie deve ser morta e Carol é encarregada de executar Lizzie. No mesmo dia da execução de Lizzie, Carol confessa a Tyreese que é a assassina de Karen e David e deixa seu destino nas mãos do amigo, que poderá decidir se ela continua viva ou deve morrer. Tyreese a perdoa, embora diga-se incapaz de esquecer o que ela fez. Os dois retomam a caminhada em direção à Terminus, acompanhados de Judith.

#### Quinta temporada
Quando Carol, Tyreese e Judith se aproximam de Terminus ocasionalmente descobrem, através de Martin - um habitante do local - que Michonne e Carl estão presos e possivelmente todos do seu grupo também, na comunidade que até então achavam que era de pessoas bem-intencionadas. Eles prendem o homem que capturaram e Carol, fortemente armada, segue para Terminus onde pretende salvar seus amigos. Quando chega ao local, disfarçada de zumbi, consegue causar uma grande explosão, entrando sem ser vista e matando diversos membros da comunidade com seu rifle. Ela ouve de Mary, uma das principais figuras de Terminus, que o local adotou práticas de canibalismo e que as pessoas são atraídas até lá para servirem de alimento. Carol causa a morte de Mary, que é devorada por zumbis, e consegue permitir que seus amigos escapem do local. Ela se reencontra com seu antigo grupo, recebe a confiança de Rick novamente, e é convidada a se juntar ao grupo como antes. Carol parte com Daryl para Atlanta, onde juntos pretendem salvar Beth Greene, que foi sequestrada por um grupo misterioso. Ela acaba sendo sequestrada também, ficando presa no mesmo lugar que Beth. O grupo parte para salvar as duas, mas infelizmente Beth morre. Após longos dias na estrada, o grupo consegue finalmente um lugar seguro para viver, uma comunidade do bem, porém com pessoas fracas. Carol então usa sua inteligência e finge-se de ingênua, para enganar os desconhecidos membros dessa comunidade.

#### Sexta temporada
Quando um grupo de saqueadores chamados os Lobos aparecem em Alexandria, Carol é forçada a abandonar seu lado de dona de casa dócil para defender os alexandrinos. Ela se disfarça como um deles, matando muitos deles com sucesso, mas entra em conflito com a ideologia pacifista de Morgan Jones. Mais tarde, Carol, Michonne e Rick disputam com Morgan sobre suas crenças de que toda vida importa. Durante uma invasão de zumbis na comunidade, Carol atira num saqueador Lobo sobrevivente que tinha a Dra. Denise como refém, Carol ajuda os alexandrinos a matar todos os zumbis. Mais tarde, Carol conta o total de seus assassinatos, mais de 18 pessoas, e isso pesa sobre ela. Ela inicia um breve relacionamento com Tobin, mas a conexão deles é apenas uma tentativa de Carol de uma vida normal. Mais tarde, ela segue a missão de Rick para se infiltrar no posto avançado dos salvadores, mas está preocupada com Maggie que está grávida, que quer entrar e lutar depois que os alarmes disparam, mas elas são logo capturadas por salvadores do lado de fora. Carol e Maggie se rendem ao grupo de Paula e tornam-se reféns. Carol recua para sua fachada de mulher medrosa para enganar seus captores e consegue libertar a si mesma e Maggie, que convence Carol de que, em vez de escapar, eles têm que acabar com seus captores. Embora Carol não hesite em matar para defender Maggie, ela implora a Paula - uma mulher anteriormente submissa que se tornou uma assassina impenitente depois de perder sua família - que corra, mas é forçada a empalá-la em uma armadilha onde ela é morta. Carol então prende os reforços que Paula havia solicitado em uma sala em chamas. Daryl e os outros chegam, depois de rastreá-los, e Carol tem um colapso emocional, abraçando Daryl e admitindo que ela não está bem. Ela é mostrada orando e fumando e tentando um relacionamento com Tobin, mas é inútil. Ela não tem sentimentos por ele e foge de Alexandria à noite deixando um bilhete para Tobin explicando que ela tem que ficar sozinha, que ela não pode mais matar e ela não pode suportar amar alguém se ela não puder protegê-los. Dias depois, Morgan segue o rastro de Carol, que está mentalmente pertubada e fraca. Mais tarde, ela é encontrada por um Salvador que atira nela e ela implora que ele a mate, mas Morgan intervém e mata o Salvador, e eles são escoltados por outro soldado de uma comunidade diferente.

#### Sétima temporada
Carol é trazida ao Reino para tratamento médico. Ela conhece o líder da comunidade, Ezekiel, um homem que se proclama um verdadeiro rei, que tem um tigre de Bengala chamado Shiva. Carol finge espanto e surpresa com suas circunstâncias, mas depois admite que acha que Ezekiel está louco e planeja ir embora. Ela se adapta ao seu ato inocente de boas maneiras, que Ezekiel percebe, dizendo que ele está desempenhando o mesmo papel de rei, já que ele é na verdade um ex-tratador que salvou e domesticou Shiva. Morgan escolta Carol até uma casa abandonada fora do Reino, onde os dois se separam amigavelmente. Mais tarde, Richard, um soldado do Reino, incentiva Carol a lutar contra os Salvadores, mas ela recusa. Dias depois, Daryl, que estava hospedado no Reino, encontra Carol em sua casa e os dois passam a noite conversando. Quando Daryl pergunta a Carol por que ela foi embora, ela responde dizendo que se ela ficasse e os Salvadores machucasse mais pessoas, ela os teria matado e ela não queria isso. Quando Carol pergunta sobre todos os amigos, Daryl diz a ela que todos estão bem antes de se despedir. Carol não acredita em Daryl sobre todos estarem bem e pergunta a Morgan por que Jesus trouxe Daryl e os outros para o Reino. Ele afirma que eles estavam procurando construir um relacionamento com o Reino. Quando ela duvida de sua sinceridade, ele diz que ela terá que falar com Daryl (até se oferecendo para levá-la para Alexandria). Ela é recebida por Morgan, Ezekiel e outros que trazem Benjamin ferido para sua cabana. Eles tentam tratá-lo, mas Benjamin morre e Morgan sai furioso, apesar das tentativas de Carol de chamá-lo de volta. Morgan reaparece mais tarde, revelando que Richard causou a morte de Benjamin, então ele o matou. Ele também revela a Carol que Negan matou Glenn, Abraham e vários outros e que Rick estava buscando a ajuda do Reino para lutar. Ele afirma que vai matar todos eles, mas Carol o impede. Ela então vai até Ezekiel, se desculpando por sua perda antes de alegar que é hora de lutar. Ele concorda. Após a morte de Sasha Williams, Carol e os soldados do reino tem um confronto com Negan e os Salvadores em Alexandria, e quando os inimigos recuam, Carol ouve o discurso de Rick declarando guerra contra os Salvadores.

#### Oitava temporada
Carol se junta à Milícia, uma coalizão de grupos que se unem para lutar contra Negan. Ela também ajuda o grupo recém-formado a evitar um ataque de caminhantes. Ela e Ezekiel comandam suas forças para um laboratório de farmácia dos Salvadores e os alcançam, embora isso alerte os Salvadores presentes. Eles lideram suas forças contra um posto avançado dos Salvadores nas proximidades. Eles são vitoriosos sem perdas aparentes, mas enquanto se divertem com sua vitória, alguns salvadores escondidos abrem fogo contra eles com metralhadoras pesadas, matando dezenas de pessoas. Carol retalia matando um grupo de salvadores que estão movendo as armas e, em seguida, ajuda Ezekiel ferido a escapar. Quando Ezekiel traumatizado não consegue liderar o Reino, Carol efetivamente assume.
Carol conduz o Reino a uma segurança temporária e tenta impedir que o irmão mais novo de Benjamin, Henry, que deseja vingança contra os salvadores, saia para a batalha. Ela não teve sucesso, no entanto; Henry mata um Salvador a sangue frio, e tanto Carol quanto Ezekiel estão preocupados com sua aparente falta de remorso. Mais tarde, ela sai para procurar Henry quando ele foge para lutar contra os salvadores, e se recusa a desistir mesmo quando parece que ele foi morto. Ela finalmente o encontra, vivo, e o salva de uma horda de caminhantes. No final da temporada, ela salva Henry mais uma vez quando um Morgan enlouquecido o ataca. Depois que Rick derrota e aprisiona Negan, encerrando a guerra, Carol se junta ao resto dos sobreviventes na celebração de uma nova era de paz.

#### Nona temporada
Meses depois, Carol continua a residir no Reino e mantém um relacionamento com Ezekiel. Depois que ele propõe ela em casamento, Carol acaba aceitando a proposta e eles decidem fazer parte do projeto da construção de uma ponte organizada por rick, a fim de conectar todas as comunidade. Carol entra em conflito com o desonesto Salvador Jed, que brevemente faz Carol como refém em uma tentativa de conseguir armas. À medida que a situação se deteriora, Carol decide retornar ao Reino e deixar os Salvadores irem embora e não fazerem parte do projeto da ponte. Jed lidera um ataque ao acampamento, resultando na morte de várias pessoas e na atração de um enorme rebanho em sua direção. Carol sobrevive ao ataque e fica devastada pela aparente morte de Rick.
Seis anos depois, Carol é casada com Ezekiel e cria Henry com ele. Com o Reino começando a desmoronar, Carol convence Ezekiel a permitir que Henry viaje para Hilltop para ser aprendiz de ferreiro. Na estrada, Carol e Henry são atacados por um grupo de ex-salvadores que se tornaram saqueadores liderados por Jed e Regina. O grupo humilha Carol, que se recusa a revidar, e rouba sua aliança. Mais tarde naquela noite, Carol rastreia o acampamento dos Salvadores adormecidos e joga gasolina neles. Após uma conversa final com Jed, Carol acende a gasolina, matando Jed, Regina e todos os outros salvadores. Ela então procura Daryl para pedir-lhe para cuidar de Henry no Hilltop por ela. Carol não deixa transparecer que testemunhou Henry e Daryl lutando contra os caminhantes e Henry consegue convencer Daryl, que ele afirma que Carol considera seu melhor amigo, a acompanhá-los. Depois que Eugene desaparece, Carol se recusa a deixar Henry se juntar ao grupo de busca.
Mais tarde, Carol, junto com Tara Chambler, é bastante fria com Michonne quando ela chega. Carol mais tarde tenta convencer Michonne a fazer com que Alexandria participe de uma feira que Ezekiel está realizando, um aumento de moral necessário devido ao estado do Reino, mas Michonne se recusa. Carol então parte para o Reino com Dianne e os suprimentos que Henry convenceu Earl Sutton a enviar com ela como um adiantamento de seu pagamento. Henry mais tarde diz a Earl que viu Carol chorar pela primeira vez em sua vida naquele dia, e vê-la desmoronar de tal forma acabou levando-o a cometer seus próprios erros. Quando Alpha, a líder do grupo Sussurradores, assassina Henry, Tara, Enid e vários outros residentes do Reino para punir Carol e Ezekiel por entrarem em seu território. Carol fica horrorizada e aflita ao descobrir a cabeça decepada e reanimada de Henry exibida em uma lança, junto com as das outras vítimas. No final da temporada, no entanto, ela impede Lydia de cometer suicídio e diz que a morte de Henry não foi culpa dela. Ela então decide que é melhor se ela e Ezekiel se separarem após a morte de seu filho adotivo, e eles seguirem seus próprios caminhos. Como os residentes do Reino ficam em Hilltop, ela decide partir para Alexandria com Daryl.

### Fear the Walking Dead

#### Quarta temporada
Algumas semanas após a conclusão da guerra contra os Salvadores, Carol vai até um ferro-velho para falar com Morgan e tentar persuadi-lo a voltar para o Reino. No entanto, ela não tem sucesso e Morgan continua morando sozinho no ferro-velho antes de finalmente deixar a Virgínia.

## Desenvolvimento
Muitas das táticas que ela usou para sobreviver à essa relação [com o marido] no pré-apocalipse estão sendo muito úteis agora. Ela é muito observadora, muito metódica. De muitas maneiras, eu a vejo como uma heroína desde o início. Lá no fundo, eu sabia que ela tinha lutado contra um monte em sua vida. Eu sabia que ela estava tentando e lutando e ela ainda estava aqui.

Melissa McBride
Na série de televisão, Carol Peletier tem sido descrita como assumindo uma "jornada de herói". O produtor-executivo Scott Gimple disse que "[Carol] era forte o tempo todo. O apocalipse não a fez forte. O apocalipse mostrou a ela mesma que ela é forte". Comentando a participação da personagem na série de televisão, Gimple afirmou: "Quando chegamos à quarta temporada, ela havia se tornado pró-ativa. Ela tornou-se a pessoa que está fazendo as coisas. Houve diálogo para isso. Agora, percebendo o custo disso, ela ainda está disposta a pagar o preço e ela é recompensada por ganhar essas habilidades e a força para salvar as pessoas que ela ama".
Criada por Robert Kirkman, o escritor e criador da franquia de série de quadrinhos Walking Dead, Carol apareceu pela primeira vez na terceira edição da série de quadrinhos, em dezembro de 2003. Apesar de inicialmente parecer ter qualidades de personalidade semelhantes, tais como sendo dependente e sofrer dominação por outros, resultados de um intenso abuso doméstico, a versão da personagem na série de televisão é mostrada como sendo mais severa e pragmática, com uma tomada de decisões questionáveis e difíceis para outros personagens que, muitas vezes, não podem lidar com eles. De acordo com Robert Kirkman, a sobrevivência da personagem à morte de sua filha
tinha como finalidade adicionar mais dimensão à série, bem como permitir mais flexibilidade para a progressão de seu enredo.
A personalidade ativa apresentada pela personagem no decorrer da série, considerada um dos maiores contrastes de The Walking Dead, foi o tema de uma entrevista de Robert Kirkman ao The Hollywood Reporter. O criador da personagem afirmou que "Carol está em seu próprio caráter original; seria um desserviço à Melissa McBride dizer que ela evoluiu para a Carol dos quadrinhos. a Carol no programa de TV é uma criação totalmente original que vamos continuar a explorar na série com grande efeito. Todos os roteiristas amam essa personagem, e estamos muito contentes com o que Melissa trouxe para a cena".
A 8ª temporada mostra Carol se tornando a "guerreira" de seu grupo para defendê-los contra Negan e os salvadores, que declararam guerra a todos e a tudo que Rick Grimes ama. O showrunner Scott Gimple disse sobre o arco da personagem de Carol nesta temporada: "Todo o seu enredo a preparou para isso --- ela está pronta. A força e bravura que ela mostra como pessoa nesta temporada, e a engenhosidade que ela emprega ... é muito satisfatório".

### Escolha para o elenco
Carol é retratada por Melissa McBride, que foi anunciada como parte do elenco do show no final de 2010. McBride não fez um teste para o papel de Carol e simplesmente recebeu o papel, acreditando que seria um trabalho de curto prazo. Em uma entrevista com Conan O'Brien, ela disse que acreditava que estaria morta "dentro de alguns episódios, se não, até o final da semana". McBride afirmou que, após receber o papel, ela leu a história em quadrinhos até o ponto em que Carol morre, mas não tinha certeza se os produtores iriam na direção de sua contraparte na história em quadrinhos. Ela então afirmou que estava feliz por eles não terem feito isso. Carol teve um papel mínimo na primeira temporada, já que McBride foi contratada no programa como co-estrela. Ela foi então atualizada para uma posição regular na série começando com a segunda temporada e tornou-se parte do elenco principal na 4ª temporada, assumindo um papel mais proeminente nas temporadas posteriores. Andrew Lincoln, que interpreta Rick Grimes, disse sobre o desenvolvimento de Carol: "Melissa McBride (Carol) disse talvez cinco frases na primeira temporada e agora veja o que ela faz. É maravilhoso quando você vê talento, talento puro, sendo reconhecido desta forma, e ainda mais emocionante quando é reconhecido pela crítica. Os fãs sabiam disso há algum tempo, eu acho, mas é maravilhoso que ela teve a oportunidade e teve aquele episódio incrível que mostrou o que ela é capaz de fazer. Ela é uma talento raro".
Assim como Laurie Holden, Jeffrey DeMunn e Juan Pareja, McBride estava entre os membros do elenco da produção de Frank Darabont de The Mist a ser contratada para a série de televisão. McBride sentiu que esta era sua "audição" para The Walking Dead.
Originalmente, Carol deveria ser morta no episódio "Killer Within", mas os produtores eventualmente decidiram contra isso. Melissa McBride explicou em uma entrevista à Rolling Stone: “[Produtor] Glen Mazzara me ligou para dizer que estava planejando matar Carol na temporada passada. Eu disse, 'É realmente uma pena, porque ela tem muito a ver'. Ele tinha todos os escritores no viva-voz. Ele estava interessado em saber o que eu pensava. Comecei a dizer: 'Carol é provavelmente essa mulher que tem os kits iniciais Avon e kits iniciais Tupperware naquele quarto dos fundos. Ela fez esse curso com Tony Robbins. Ela sabe que é capaz de muito mais, mas ela está apenas naquele ciclo. Então, é uma pena, mas você tem que fazer o que tem que fazer. Eu entendo '".

## Recepção critica

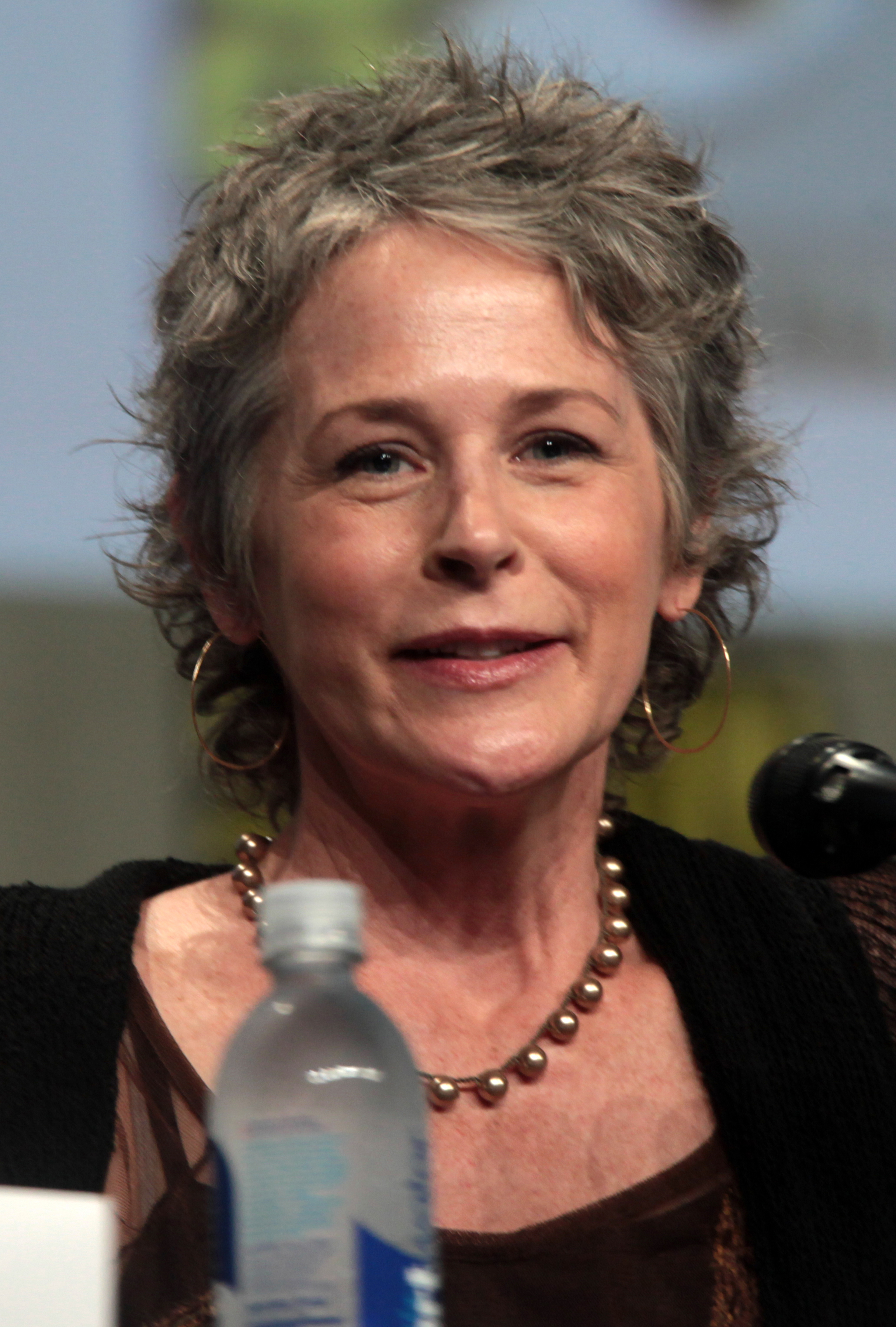
A atuação de McBride como Carol foi elogiads pela crítica por comentaristas de televisão.

McBride foi aclamada pela crítica por sua atuação como Carol e ganhou críticas positivas da terceira temporada em diante. Muitos críticos elogiaram o desempenho de McBride no episódio centrado em sua personagem "The Grove" da quarta temporada. Em março de 2014, a atuação de McBride em "The Grove" transformou-a na Performer of the Week da TVLine, ao concluir, dizendo: "Agora é a nossa vez de fazer o que devemos - aplaudir McBride por uma atuação que poderia ser considerada uma master class com méritos". Outros destacaram as ações de Carol na estréia da 5ª temporada "No Sanctuary", que ganhou elogios da crítica e recepção extremamente positiva dos fãs. Em 2014, McBride foi uma candidata promissor ao Primetime Emmy Award de Melhor Atriz Coadjuvante em Série Dramática, embora ela não tenha recebido uma indicação. McBride venceu o Saturn Award na categoria de Melhor Atriz Coadjuvante na Televisão, em 2014, por sua interpretação da personagem Carol Peletier.
Escrevendo sobre o episódio "Consumed", Zack Handlen do The A.V. Club elogiou o desempenho e caracterização de McBride como Carol, dizendo: "McBride é especialmente grande; enquanto a evolução de sua personagem veio aos trancos e barrancos, a atriz consegue reunir tudo isso em uma personalidade consistente e infinitamente fascinante". Da mesma forma, Rebecca Hawkes do The Daily Telegraph elogiou Melissa McBride, dizendo que ela estava "... em uma liga própria, capaz de dominar silenciosamente todas as cenas em que estava".
Noel Murray, da Rolling Stone, classificou Carol Peletier em terceiro lugar em uma lista dos 30 melhores personagens de Walking Dead, dizendo: "Não é nenhuma surpresa que a versão para a TV tenha sobrevivido há muito tempo ao seu homólogo dos quadrinhos, que se matou em vez de ficar mais forte; McBride ajudou a transformar essa personagem outrora periférica em uma parte importante do TWD, seja ela encenando uma Susie Homemaker como fachada ou resgatando seus camaradas de certas desgraças de Terminus".